# Nova Bassano
Nova Bassano es un municipio, y a la vez una ciudad, brasileña del estado de Río Grande del Sur, al sur de Brasil.

## Historia
Nova Bassano fue creada por inmigrantes vénetos, quienes llegaron en torno a 1890. Entre ellos destaca el padre scalabriniano Pedro Antônio Colbachini, quien es considerado el fundador de la ciudad. En aquella época, la localidad se llamaba "Bassano" en memoria de la tierra natal de los inmigrantes, es decir la actual Bassano del Grappa, provincia de Vicenza, Véneto,  Italia nororiental.
En Nova Bassano se habla mucho también la Lengua Veneta en su variante llamada Taljan. Después de haber pertenecido durante muchos años a otros municipios, Nova Bassano volvió a ser un municipio autónomo en el año 1964. En el marco de una reforma administrativa el municipio de Nova Prata fue dividido y tres de sus distritos fueron elevados a municipios, es decir: Nova Bassano, Nova Araçá y Paraí.

## Geografía
Nova Bassano se encuentra ubicada a una latitud de 28º43'25" Sur y una longitud de 51º42'17" Oeste (28°43′25″S 51°42′17″O / -28.72361, -51.70472), estando a una altitud de 563 metros sobre el nivel del mar. Su población estimada por el Instituto Brasileño de Geografía y Estadística (IBGE) para el año 2009 era de 9.249 habitantes.
Así mismo está ubicada al oeste del Río Carreiro y ocupa una superficie de 211,612 km². Los municipios limítrofes son al norte Nova Araçá, al este Nova Prata, al sur Nova Prata y Vista Alegre do Prata, al oeste Serafina Corrêa y Guaporé.

## Economía
Nova Bassano posee un índice de desarrollo humano de 0.844 (en 2000), es decir uno de los más elevados en Brasil (en el puesto 39 de 3527 municipios de Brasil), lo cual explica que la pobreza es prácticamente inexistente. Su fuerte economía se destaca por su diversidad y se extiende a los principales sectores como el agropecuario, la industria alimentaria, el comercio y la industria metalúrgica. Esta última es la que más contribuye a su economía local gracias a la presencia de grandes empresas.

## Turismo y atracciones
En Nova Bassano no faltan atracciones, por su ubicación en la Serra Gaúcha y en la ribera del Río Carreiro. Entre los principales sitios que visitar destacan:
- las cascadas de Boa Fé que rebozan de una biodiversidad exquisita contando con 100 especies de árboles locales
- el museo público municipal con su colección histórica
- la iglesia Matriz Sagrado Coração de Jesus en la cual fue celebrada la primera misa de la región durante la Navidad de 1895. Se distingue por su campanario de 30 metros de altura con su reloj instalado en el año 1938
- la capilla y la cruz del monte Paréu (monte Caravágio), el punto más alto de la región
- la ruta del vino, serpenteante a través de la Serra Gaúcha[8]
- la plaza Padre Colbachini
- el Río Carreiro con su Balneario

## Religión
La mayoría de la población profesa la religión católica. El Santo patrón de la ciudad es el Sagrado Corazón de Jesús.

## Transportes y comunicaciones
- Carreteras: RS 324; BR/RS 470
- Aeropuertos: Caxias do Sul (Campo dos Bugres) a 73 km; Passo Fundo a 81 km

## Clima
El clima de Nova Bassano es de tipo subtropical húmedo (Cfa). La temperatura media anual es de 18 °C con variaciones desde 5 °C a 35 °C. Las precipitaciones pluviométricas medias anuales son de 1650 mm.

## Política
Las primeras elecciones fueron organizadas el 10 de enero de 1965. Desde entonces, la población de Nova Bassano ha elegido a los siguientes prefectos:
| Mandato   | Prefeito                       | Partido |
| 1965-1968 | Felisberto Antônio Dalla Costa | PMDB    |
| 1969-1972 | Innocente Ângelo Biotto        | PDS     |
| 1973-1976 | Elio Luiz José Boscato         | PMDB    |
| 1977-1982 | Tranquillo Zanetti             | PDS     |
| 1983-1988 | Felisberto Antônio Dalla Costa | PMDB    |
| 1993-1996 | Agenor José Luis Cestonaro     | PDT     |
| 2000-2004 | Nelso Antônio Dall'Agnol       | PMDB    |
| 2005-2008 | Nelson José Dall'Igna          | PP      |
| 2009-2012 | Darcilo Luiz Pauletto          | PMDB    |
| 2013-     |                                |         |

## Personajes célebres
- Dom Laurindo Guizzardi, obispo y autor de un libro sobre la historia de Nova Bassano.
- Padre Pedro Antônio Colbachini, fundador de la ciudad.